# عشرب خيمي
عشرب خيمي (الاسم العلمي:Exacum umbellatum) هو نوع من النباتات يتبع جنس العشرب من الفصيلة الجنطيانية.